# Hyalea pallidalis
Hyalea pallidalis là một loài bướm đêm trong họ Crambidae.